# منطقه مصیاف

منطقه مَصیاف یکی از منطقه‌های استان حمات کشور سوریه است. مرکز این منطقه شهر مصیاف است.
منطقه مصیاف به پنج ناحیه تقسیم شده‌است: (جمعیت بر پایه سرشماری رسمی ۲۰۰۴):
- ناحیه مرکزی مصیاف: جمعیت 68,184.[۱]
- ناحیه جب رمله: جمعیت 39,814.[۲]
- ناحیه عوج: جمعیت 33,344.[۳]
- ناحیه عین حلاقیم: جمعیت 16,502.[۴]
- ناحیه وادی العیون: جمعیت 12,951.[۵]